# Hymenophyllum imbricatum
Hymenophyllum imbricatum är en hinnbräkenväxtart som beskrevs av Bl. Hymenophyllum imbricatum ingår i släktet Hymenophyllum och familjen Hymenophyllaceae. Inga underarter finns listade.